# Buckingham Township (Bucks County, Pennsylvania)
Buckingham Township liegt in Bucks County im Bundesstaat Pennsylvania. Die Einwohnerzahl war 20.075 im Jahr 2010. Buckingham Township ist das größte Township in Bucks County und eines der ersten Townships, das für die Besiedelung freigegeben wurden, nachdem William Penn es im Jahre 1682 erworben hatte. Es liegt in der Nähe der Stadt Doylestown. Das Motto des Townships ist „Peace and Plenty“.

## Geographie
Buckingham Township ist 33 Quadratmeilen groß. Die Landschaft ist hüglig, auch durch die Buckingham-Berge, die bis zu 160 Meter hoch sind. Das Land hat sehr viele Wasserquellen und einen ertragreichen Boden, auf dem gut Landwirtschaft betrieben werden kann.
Townships, die an Buckingham angrenzen:
- Upper Makefield Township
- Wrightstown Township
- Warwick Township
- Doylestown (Township)
- Doylestown Stadt
- Plumstead Township
- Solebury Township

## Geschichte
Bevor vor 300 Jahren die ersten europäischen Siedler in dieses Gebiet kamen, siedelten hier bereits Lenni-Lenape-Indianer. Einige kleinere Dörfer oder Straßennamen, wie zum Beispiel Lahaska oder Holicong, tragen noch heute indianische Namen. William Penns Aufruf zur Besiedelung des Townships folgten zunächst englische Quäker. Einige Zeit später kamen bereits viele deutsche Einwanderer. In dieser Zeit entstanden viele alte Farmhäuser, die noch heute das Bild von Buckingham Township prägen. Einige der einheimischen Familien können ihre Vorfahren bis zur Gründerzeit zurückverfolgen.
Landwirtschaft ist seit der Gründung die hauptsächliche Erwerbsquelle in Buckingham Township. Im 19. Jahrhundert war das Township wegen seiner ertragreichen Bauernhöfe auch als „Empire Township“ bekannt. Seit circa zwanzig Jahren entstehen immer mehr Wohngebiete, in denen Menschen siedeln, die mit der Bahn über Doylestown zur Arbeit nach New York City oder Philadelphia pendeln. Heute verfügt das Township über drei Parks mit über 566.560 m² Fläche und eine Schule.

## Bekannte Personen
- Charles Skelton (1806–1879), Politiker
- Joseph Ellicott (1760–1826), Geodät, Stadtplaner, Jurist und Politiker
- Andrew Ellicott (1754–1820), Geodät und Stadtplaner